# ستيف أتواتر
ستيف أتواتر (بالإنجليزية: Steve Atwater)‏ هو لاعب كرة قدم أمريكية أمريكي، ولد في 28 أكتوبر 1966 في شيكاغو في الولايات المتحدة.

## وصلات خارجية
- ستيف أتواتر على موقع مرجع كرة القدم المحترفة.كوم (الإنجليزية)